# I Don't Want To
I Don't Want To é uma canção gravada pela cantora de R&B norte-americana Toni Braxton para seu segundo álbum de estúdio, Secrets (1996). Foi lançado como o terceiro single do álbum em 11 de março de 1997; nos Estados Unidos foi lançado como a faixa "I Love Me Some Him". Escrito e produzido por R. Kelly, a balada R&B descreve a agonia de um rompimento. A música foi bem recebida pelos críticos de música, que elogiaram os vocais de Toni e a produção de Kelly.

## Videoclipe
O videoclipe foi dirigido por Bille Woodruff e filmado em um único dia, durante um período agitado na carreira de Braxton. O clipe é considerado simples, com Braxton vagando em um quarto branco vestindo um top branco, jeans e um sapato. A ideia era filmar tudo em uma única tomada. Woodruff disse à MTV News que ele fez várias tomadas e, no final do dia, a melhor versão foi escolhida. O vídeo mostrava Braxton andando pela casa, experimentando várias perucas e esfregando os pés em uma banheira. No entanto, Woodruff tomou uma "decisão criativa de desfazer a primeira filmagem em favor de um vídeo mais simples, sem banheiro", depois que um VJ da MTV News apontou que "Jewel, Tony Rich e No Doubt já haviam usando banheiros como cenários em seus clipes" (em "Who Will Save Your Soul", "Nobody Knows" e "Just a Girl", respectivamente).

## Desempenho Comercial
O single alcançou o top 10 na Islândia, Irlanda e Reino Unido, e o top vinte em seis países, incluindo Canadá e Estados Unidos, onde alcançou a 19ª posição na Billboard Hot 100 e o 9º lugar na Hot R&B/Hip-Hop Songs durante o verão de 1997. A faixa se tornou seu terceiro sucesso consecutivo no Billboard Hot Dance Club Play em julho de 1997, depois de "You're Makin' Me High". e "Un-Break My Heart".

## Presença em "Zazá Internacional" (1997)
No Brasil, a canção foi incluída na trilha sonora internacional da novela "Zazá", da Rede Globo, exibida entre 1997/1998, como tema da personagem Fabiana, interpretada por Julia Lemmertz em 1997.

## Faixas e Formatos
| EUA double A-side CD single with "I Love Me Some Him" 1. "I Don't Want To" (Album Version) – 4:17 2. "I Love Me Some Him" (Album Version) – 5:09 EUA double A-side CD maxi single with "I Love Me Some Him" 1. "I Don't Want To" (Album Version) – 4:17 2. "I Don't Want To" (Frankie Knuckles Club Mix) – 10:57 3. "I Don't Want To" (Instrumental) – 4:19 4. "I Love Me Some Him" (Album Version) – 5:09 5. "Un-Break My Heart" (Billboard Music Awards Show Version) – 4:12 | Reino Unido CD 1 1. "I Don't Want To" (Album Version) – 4:15 2. "I Don't Want To" (Frankie Knuckles Radio Edit) – 4:17 3. "You're Makin' Me High" (Hot Ice Dancehall Mix featuring Mad Cobra) – 4:50 4. "I Don't Want To" (Franktified Club Mix) – 10:57 Reino Unido CD 2 1. "I Don't Want To" (Album Version) – 4:15 2. "I Don't Want To" (Classic Club Mix) – 10:54 3. "I Don't Want To" (Deep Jays Delight) – 9:02 |

European CD single
1. "I Don't Want To" (Album Version) – 4:15
2. "I Don't Want To" (Frankie Knuckles Radio Edit) – 4:17
3. "I Don't Want To" (Franktified Club Mix) – 10:57

## Certificações
| Região                | Certificação | Vendas  |
| --------------------- | ------------ | ------- |
| Bélgica (BEA)         | Ouro         | 25,000* |
| Estados Unidos (RIAA) | Ouro         | 600,000 |